# Birger Kollmeier

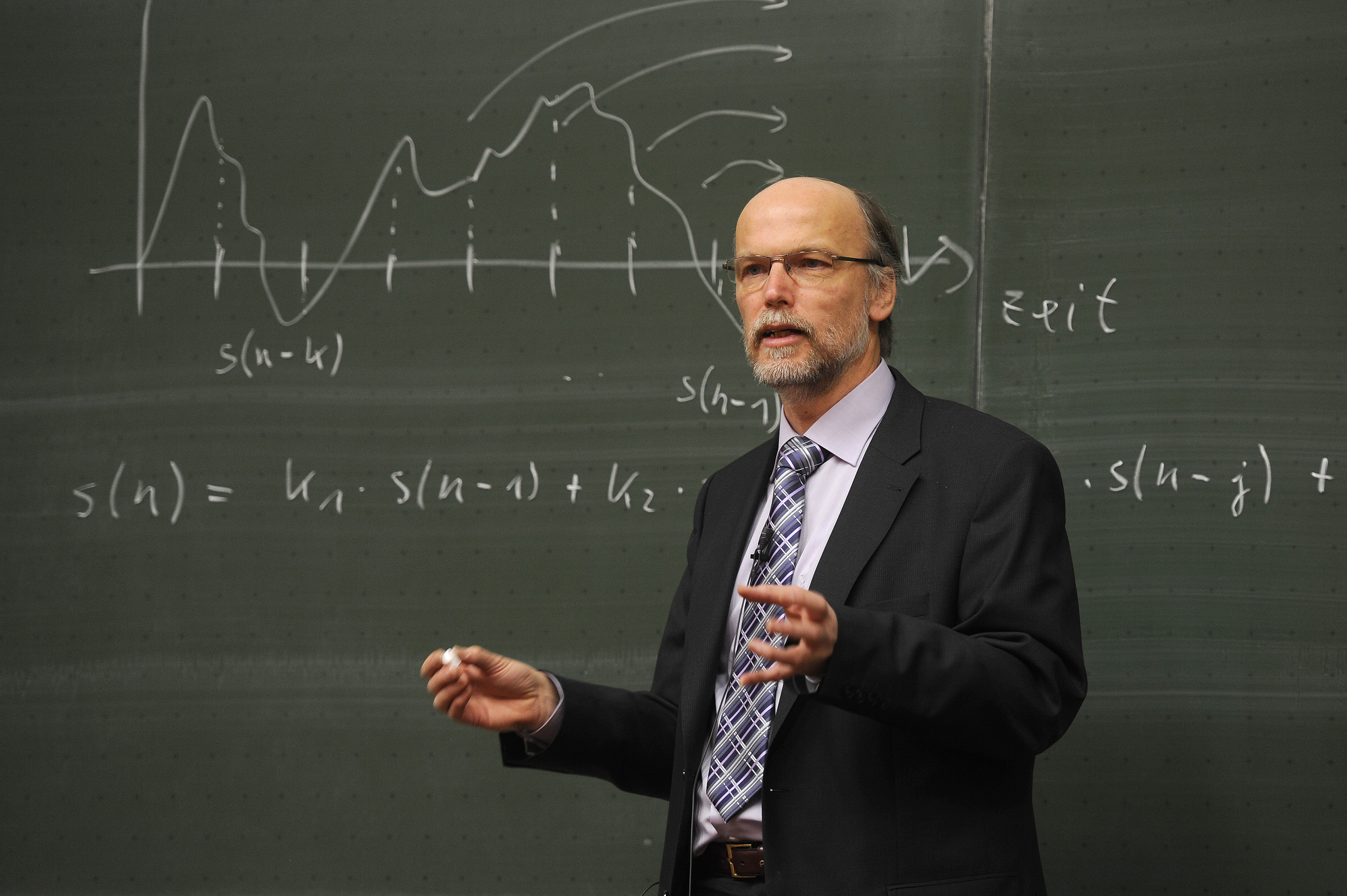
Birger Kollmeier

Birger Kollmeier (* 20. Juli 1958 in Minden) ist ein deutscher Hörforscher. Er ist  Professor am Department für medizinische Physik und Akustik der Universität Oldenburg.
Die aktuellen Forschungsarbeiten beziehen sich auf ein grundlegendes Verständnis des auditorischen Systems, die Entwicklung von audiometrischen Messverfahren und die Rehabilitation mit Hörgeräten.

## Leben

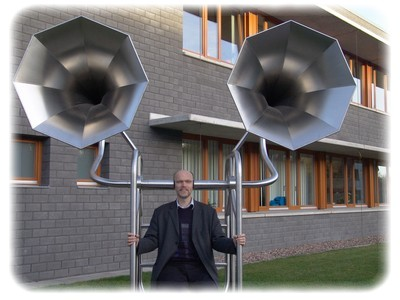
Auf dem „Hörthron“ im Hörgarten Oldenburg

Nach dem Abitur am Söderblom-Gymnasium Espelkamp im Jahre 1976 studierte Kollmeier Physik und ab 1977 zusätzlich Humanmedizin an der Universität Göttingen. Nach der Promotion bei Manfred Schroeder 1986 war er als Hochschulassistent am Dritten Physikalischen Institut in Göttingen tätig. Während dieser Zeit erfolgte 1989 die Promotion zum Dr. med. bei Ulrich Eysholdt und 1990 die Habilitation in Experimentalphysik.
Zum 1. April 1993 hat er einen Ruf auf eine Professur für angewandte Physik an der Universität Oldenburg angenommen. In Oldenburg hat er seitdem ein umfangreiches Netzwerk von Hörforschungseinrichtungen initiiert, an dem neben der Universität und der Jade Hochschule auch Kliniken in Oldenburg beteiligt sind.
Im Jahr 2001 erhielt er den Forschungspreis Technische Kommunikation für seine Forschung zur hörgerechten Sprachverarbeitung, 2011 den Wissenschaftspreis Niedersachsen und 2012 den International Award der American Academy of Audiology und den Deutschen Zukunftspreis zugesprochen. 2023 wurde Kollmeier zum Mitglied der Deutschen Akademie der Technikwissenschaften (acatech) gewählt.
Kollmeier ist verheiratet und hat vier Kinder.

## Schriften (Auswahl)

### Bücher (Herausgeber und Mitautor)
- Kollmeier: Moderne Verfahren der Sprachaudiometrie, Median-Verlag, Heidelberg 1992.
- Kollmeier: Hörflächenskalierung – Grundlagen und Anwendung der kategorialen Lautheitsskalierung für Hördiagnostik und Hörgeräteversorgung (Reihe: Audiologische Akustik), Median-Verlag, Heidelberg 1997.
- Kießling, Kollmeier, Diller: Versorgung und Rehabilitation mit Hörgeräten, Georg Thieme Verlag, Stuttgart 1997.

### Artikel
- Kollmeier, Gilkey (1990): Binaural forward and backward-masking: Evidence for sluggishness in binaural detection, J. Acoust. Soc. Am. 87(4), 1709–1719.
- Kollmeier, Gilkey, Sieben (1988): Adaptive staircase techniques in psychoacoustics: A comparison of human data and a mathematical model, J. Acoust. Soc. Am. 83(5), 1852–1862.
- Kollmeier, Wesselkamp (1997): Development and evaluation of a German sentence test for objective and subjective speech intelligibility assessment, J. Acoust. Soc. Am. 102(4), 2412–2421.